# Мбурку
Мбурку (также мбуруку, барке, барко, бурканава, буркунава, кария, липкава, мбурканчи, вудуфу, вууфу; англ. mburku, barke, barko, burkanawa, burkunawa, kariya, lipkawa, mburkanci, wudufu, wuufu; самоназвание: və mvəran) — чадский язык, распространённый в центральных районах Нигерии. Входит в группу северные баучи (варджи, па’а-варджи) западночадской языковой ветви.
Численность говорящих — около 12 000 человек (2000). Язык бесписьменный.

## О названии
Самоназвание языка мбурку — və mvəran. У наиболее распространённого названия языка — «мбурку» — имеется ряд вариантов, в их числе такие, как «барко», «барке» и «мбурканчи». Название этнической общности мбурку известно также в таких вариантах как «буркунава» («бурканава») и «липкава» (схожий вариант этнонима — «липкава» — отмечается у носителей близкородственного мбурку языка кария):49.

## Классификация
В соответствии с классификацией чадских языков, предложенной американским лингвистом П. Ньюманом, язык мбурку входит в группу варджи (северные баучи) (или B.2) подветви баучи-баде западночадской языковой ветви вместе с языками дири, джимбин, кария, мия, па’а (афава), цагу и варджи. Эта классификация приведена, в частности, в справочнике языков мира Ethnologue.
В классификации, предложенной в базе данных по языкам мира Glottolog, показаны некоторые особенности генетических связей внутри группы северные баучи, или B.2. Наряду с языком мбурку группу западночадских языков B.2 образуют языки аджава, чивогай (цагу), дири, па’а, сири, зумбун (джимбин) и кластер варджи-гала-кария.
В классификациях афразийских языков чешского лингвиста В. Блажека и британского лингвиста Р. Бленча язык мбурку также включается в объединение северные баучи, или варджи, которое сближается в рамках ветви баучи-баде с языками баде-нгизим.
Так, в классификации В. Блажека язык мбурку отнесён к подгруппе языков северные баучи наряду с языками варджи, па’а, сири, дири, мия, джимбин, кария и цагу. Подгруппа северные баучи при этом вместе с подгруппой баде-нгизим образуют в данной классификации одну из двух групп наряду с группой южные баучи, которые входят в свою очередь в одну из двух подветвей западночадской языковой ветви.
В классификации Р. Бленча язык мбурку вместе с языками дири, па’а, сирзаквай (варджи), кария, мия, зумбун (джимбин), сири и чивогай (цагу) отнесён к подгруппе варджи, которая вместе с подгруппой баде образует группу баде-варджи, противопоставленную группе заар, в составе подветви западночадских языков В:62, 100—102.
Классификация, в которой язык мбурку (мбуруку, барке) включается в группу северные баучи, или па’а-варджи, подветви баучи-баде приводится также в работе С. А. Бурлак и С. А. Старостина «Сравнительно-историческое языкознание».

## Лингвогеография

### Ареал и численность
Область распространения языка мбурку размещена в центральной Нигерии на территории штата Баучи — в районе Даразо.
Ареал мбурку со всех сторон окружён ареалами близкородственных западночадских языков. С севера и юга область распространения мбурку граничит с ареалом языка хауса. На западе к ареалу мбурку примыкает ареал языка мия, на востоке — ареал языка цагу.
Численность носителей языка мбурку по данным 1949—1950 годов составляла 210 человек, по данным 1977 года — 4000 человек. Согласно данным справочника Ethnologue, численность говорящих на языке мбурку в 2000 году достигала 12 000 человек. По современным оценкам сайта Joshua Project численность носителей этого языка составляет 20 000 человек (2017).

### Социолингвистические сведения
Согласно данным сайта Ethnologue, по степени сохранности язык мбурку относится к так называемым стабильным, или устойчивым, языкам, поскольку этот язык используется в устном бытовом общении представителями этнической общности мбурку всех поколений, включая младшее. Стандартной формы у языка мбурку нет. Приблизительно одна половина представителей этнической общности мбурку придерживается традиционных верований (50 %), другая половина исповедует ислам (46 %), есть также небольшая группа христиан (4 %).